# William T. Davies
William T. Davies (* 20. Dezember 1831 in Glamorganshire, Wales; † 21. September 1912 in Towanda, Pennsylvania) war ein US-amerikanischer Politiker. Zwischen 1887 und 1891 war er Vizegouverneur des Bundesstaates Pennsylvania.

## Werdegang
Noch während seiner Jugend kam William Davies mit seinen Eltern aus seiner walisischen Heimat nach Towanda in Pennsylvania. Nach einem Jurastudium und seiner Zulassung als Rechtsanwalt begann er in diesem Beruf zu arbeiten. Später war er Hauptmann eines Infanterieregiments aus Pennsylvania. Möglicherweise war das zur Zeit des Bürgerkrieges. Zwischen 1865 und 1868 war er Bezirksstaatsanwalt im Bradford County.
Politisch schloss sich Davies der Republikanischen Partei an. Zwischen 1877 und 1884 saß er im Senat von Pennsylvania. 1886 wurde er an der Seite von James Addams Beaver zum Vizegouverneur dieses Staates gewählt. Dieses Amt bekleidete er zwischen 1887 und 1891. Dabei war er Stellvertreter des Gouverneurs und Vorsitzender des Staatssenats. Nach seiner Zeit als Vizegouverneur ist er politisch nicht mehr in Erscheinung getreten.  Er starb am 21. September 1912 in Towanda, wo er auch beigesetzt wurde.